# Lacrimas Profundere
Lacrimas Profundere (Latijn voor Tranen vergieten) is een Duitse Dark Rock-band uit Waging am See in Oberbayern.

## Geschiedenis
Lacrimas Profundere werd in 1993 opgericht door Oliver Nikolas Schmid en kort daarop sloot zijn broer Christopher zich bij het project aan. In de tijd waren er een hoop line-up wissels. In 1999 tekende Lacrimas Profundere een contract met Napalm Records. Het label gaf dat jaar nog het album Memorandum uit. In de daarop volgende jaren gevolgd door Burning: A Wish, Fall, I Will Follow, Ave End, Filthy Notes for Frozen Hearts, Songs for the Last View, The Grandiose Nowhere, Antiadore, Hope Is Here en Bleeding the Stars.
In 2007 verliet Christopher Schmid de band omdat hij Lacrimas Profundere niet meer kon combineren met zijn verdere werkzaamheden. Hij bleef wel bij het tekstschrijven betrokken. Als zanger werd Peter Kafka (voormalig Fiddler's Green lid) aangetrokken. In augustus 2007, nadat Daniel Lechner de band verlaten had, nam hij de basgitaar over. De zang neemt Roberto Vitacca van de band lost op zich. In november 2007 speelt de band als voorprogramma bij de Europese tour van Apocalyptica. In juni 2008 kwam het volgende album, de eerste met de zang van Vitacca uit, Songs for the Last View. In april 2010 kwam het album The Grandiose Nowhere uit.
In 2018 beslist zanger Oliver Schmid om de band te verlaten. Zijn plaats werd ingenomen door Julian Larre. In 2019 kwam hun nieuwe album Bleeding the Stars uit.

## Stijl
In het begin vermengde Lacrimas Profundere gothic metal met typische deathmetalgrunts. Met de tijd werd het grunten minder, en met de komst van het vijfde studio-album, Fall, I will follow, verdween het grunten volledig. Nu speelt Lacrimas Profundere een gevoelige en treurige, maar facetrijke mix uit dark rock, gothic metal en doommetal. De band noemt hun stijl ondertussen Rock’n’Sad.

## Actuele bezetting
- Oliver Nikolas Schmid - gitaar
- Ilker Ersin - basgitaar
- Dominik Scholz - drums
- Julian Larre - zang

## Discografie

### Albums
- 1995: …And the Wings Embraced Us
- 1997: La Naissance d’un Rêve
- 1999: Memorandum
- 2001: Burning: A Wish
- 2002: Fall, I Will Follow
- 2004: Ave End
- 2006: Filthy Notes for Frozen Hearts
- 2008: Songs for the Last View
- 2010: The Grandiose Nowhere
- 2013: Antiadore
- 2016: Hope Is Here
- 2019: Bleeding the Stars
- 2022: How To Shroud Yourself With Night